# Zastępczy zespół Münchhausena
Zastępczy zespół Münchhausena (przeniesiony zespół Münchhausena, zespół Münchhausena per procuram; ang. Münchhausen syndrome by proxy) – zaburzenie psychiczne z grupy zaburzeń pozorowanych, występujące zazwyczaj u rodziców lub opiekunów dzieci, polegające na wywoływaniu u bliskiej, zależnej osoby objawów zaburzeń somatycznych, w celu umotywowania poddania tej osoby zabiegom diagnostycznym lub leczniczym. Działania te mogą być ryzykowne dla zdrowia lub życia dziecka i nie mają na celu uzyskania korzyści materialnych (np. odszkodowania). Są podejmowane celowo, precyzyjnie zaplanowane i maskowane w celu utrudnienia wykrycia.

## Historia
Termin zastępczy zespół Münchhausena wprowadził brytyjski pediatra Roy Meadow w 1977 roku, w czasopiśmie „Lancet”, celem opisania dwóch przypadków, z którymi zetknął się w swojej praktyce medycznej. Pierwszy dotyczył dziecka, w którego moczu znaleziono krew należącą do jego matki (celowo umieszczoną w pojemniku, aby sprowokować lekarzy do niepotrzebnego leczenia dziecka na chorobę nerek). Drugi przypadek dotyczył celowego i śmiertelnego zatrucia dziecka solą. Wedle definicji Roya Meadowa na zastępczy zespół Münchhausena cierpią osoby dorosłe, odczuwające patologiczną potrzebę zwracania na siebie uwagi, poprzez wywoływanie choroby dziecka i oszukanie lekarzy w celu podjęcia jego leczenia.
Roy Meadow, wspólnie z innymi pediatrami, badał zaburzenie przez kolejne lata, głównie poprzez filmowanie podejrzanego zachowania matek. Na jednym z nagrań udokumentował próbę uduszenia dziecka folią przez matkę, cierpiącą na zastępczy zespół Münchhausena.

## Rozpoznanie i diagnoza
Rozpoznanie zastępczego zespołu Münchhausena jest skomplikowanym procesem. We wszystkich przypadkach za charakterystyczne objawy zaburzenia uznaje się następujące elementy:
1. Rodzic lub opiekun wywołuje u dziecka chorobę.
2. Choroba wymaga interwencji medycznej, powtarza się, wymaga wielokrotnych zabiegów, procedur medycznych, podawania leków itp. Objawy choroby są uporczywe, niemożliwe do wytłumaczenia medycznie, nie ustępują pomimo pomocy lekarskiej.
3. Opiekun nie jest w stanie racjonalnie wytłumaczyć przyczyn złego stanu dziecka ani braku poprawy.
4. Ostre objawy ustępują, jeśli dziecko zostanie oddzielone od opiekuna. Stan dziecka poprawia się w szpitalu i gwałtownie pogarsza po powrocie do domu.

Zaburzenie częściej diagnozuje się u osób mających wykształcenie medyczne lub interesujących się medycyną, w stopniu pozwalającym na wywoływanie objawów i oszukiwanie personelu medycznego.
Do charakterystycznych objawów, które mogą sugerować występowanie zastępczego zespołu Münchhausena, należą również:
- gwałtowny sprzeciw opiekuna wobec proponowanych badań psychiatrycznych,
- nadzorowanie procesu leczenia oraz wnikliwe rozeznanie w procedurach medycznych,
- podpowiadanie lekarzom rozwiązań medycznych, domaganie się badań, wydania leków itp.,
- nadopiekuńczość wobec dziecka, okazywana przy osobach trzecich,
- rzadkie przyjmowanie gości w domu rodzinnym dziecka,
- zaburzone relacje w rodzinie, konflikty pomiędzy ojcem, a matką dziecka.

## Przyczyny
Rodzice lub opiekunowie cierpiący na zastępczy zespół Münchhausena nie kochają swojego dziecka i nie akceptują go, jednocześnie zachowując pozory opiekuńczości przed otoczeniem i personelem medycznym. Wywoływanie objawów chorobowych u dziecka ma na celu uzyskanie zainteresowania i współczucia, co stanowi dla osoby zaburzonej pewnego rodzaju nagrodę i sprawia jej przyjemność.
Osoby cierpiące na zastępczy zespół Münchhausena wykazują głębokie zaburzenia emocjonalne i upośledzone umiejętności interpersonalne. Traktują dziecko jako narzędzie pozwalające na uzyskanie uwagi otoczenia. Odnotowano również przypadki, w których matki cierpiące na zastępczy zespół Münchhausena, próbowały wywołaną przez siebie chorobą dziecka zmusić męża lub partnera do większego zaangażowania w życie rodziny lub powrotu po rozwodzie i rozpadzie związku. Zaburzenie może być konsekwencją niechcianej ciąży lub niespełnionych oczekiwań wobec rodzicielstwa.

## Częstotliwość występowania
W blisko 95% przypadków zastępczy zespół Münchhausena występuje u matek, tylko sporadycznie diagnozowany jest u ojców. Wraz z popularyzacją wiedzy o zaburzeniu (oraz szkoleniu personelu medycznego w zakresie jego wczesnego rozpoznawania) liczba wykrytych przypadków rośnie. W Stanach Zjednoczonych wykrywa się rocznie ponad 1200 przypadków maltretowania dzieci przez rodziców cierpiących na zastępczy zespół Münchhausena. W Centrum Zdrowia Dziecka w Warszawie notuje się kilka przypadków rocznie. Szacuje się, że w Polsce ofiarami zastępczego zespołu Münchhausena pada troje na 100 000 dzieci.

## Konsekwencje
Zastępczy zespół Münchhausena w bezpośredni sposób powoduje krzywdę dzieci, które stają się ofiarami zaburzenia rodziców lub opiekunów. Nieuzasadnione faktyczną chorobą leczenie i zabiegi medyczne mogą wywołać szereg powikłań zdrowotnych, podobnie jak preparaty podawane dzieciom w celu wywołania choroby.
Dzieci, będące ofiarami zaburzenia, zazwyczaj wymagają pomocy psychologicznej i terapeutycznej w życiu dorosłym. Z uwagi na uzasadnione ryzyko nieprawidłowego rozwoju psychofizycznego oraz krzywdy fizyczne i psychiczne zastępczy zespół Münchhausena zalicza się do zespołów związanych z maltretowaniem dzieci. Z badań przeprowadzonych przez Mary S. Sheridan w 2003 roku wynika, że 7% ofiar zastępczego zespół Münchhausena doznaje długotrwałego uszczerbku na zdrowiu lub trwałego kalectwa, zaś 6% dzieci umiera. Praktycznie wszystkie doznają uszczerbku na zdrowiu psychicznym.

## Przykłady wystąpienia
- Na zastępczy zespół Münchhausena cierpiała prawdopodobnie Dee Dee Blanchard, zamordowana przez swoją córkę i jej chłopaka w 2015.
- W 1999 roku Kathy Bush z Florydy została skazana na 3 lata więzienia za trucie swojej córki lekami, na skutek czego dziewczynka przeszła czterdzieści operacji, m.in. usunięcia wyrostka robaczkowego, pęcherzyka żółciowego i części jelita[12][13].
- Wspomnienia z dzieciństwa Julie Gregory, ofiary zastępczego zespołu Münchhausena, zostały wydane w formie książki pod tytułem „Mama kazała mi chorować”[14][15].